# Orlica-Hütte (Kleine Pieninen)

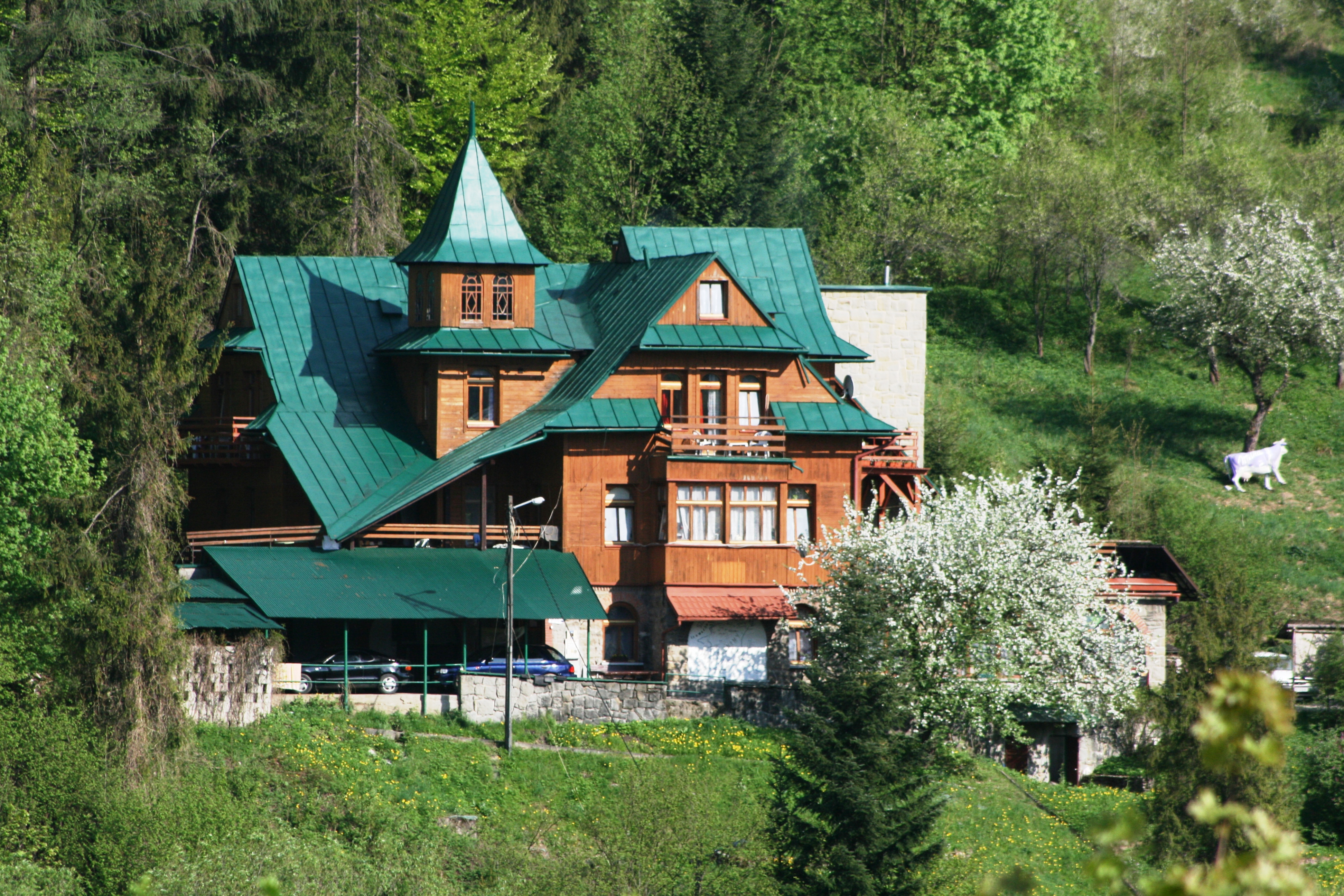
Im Sommer

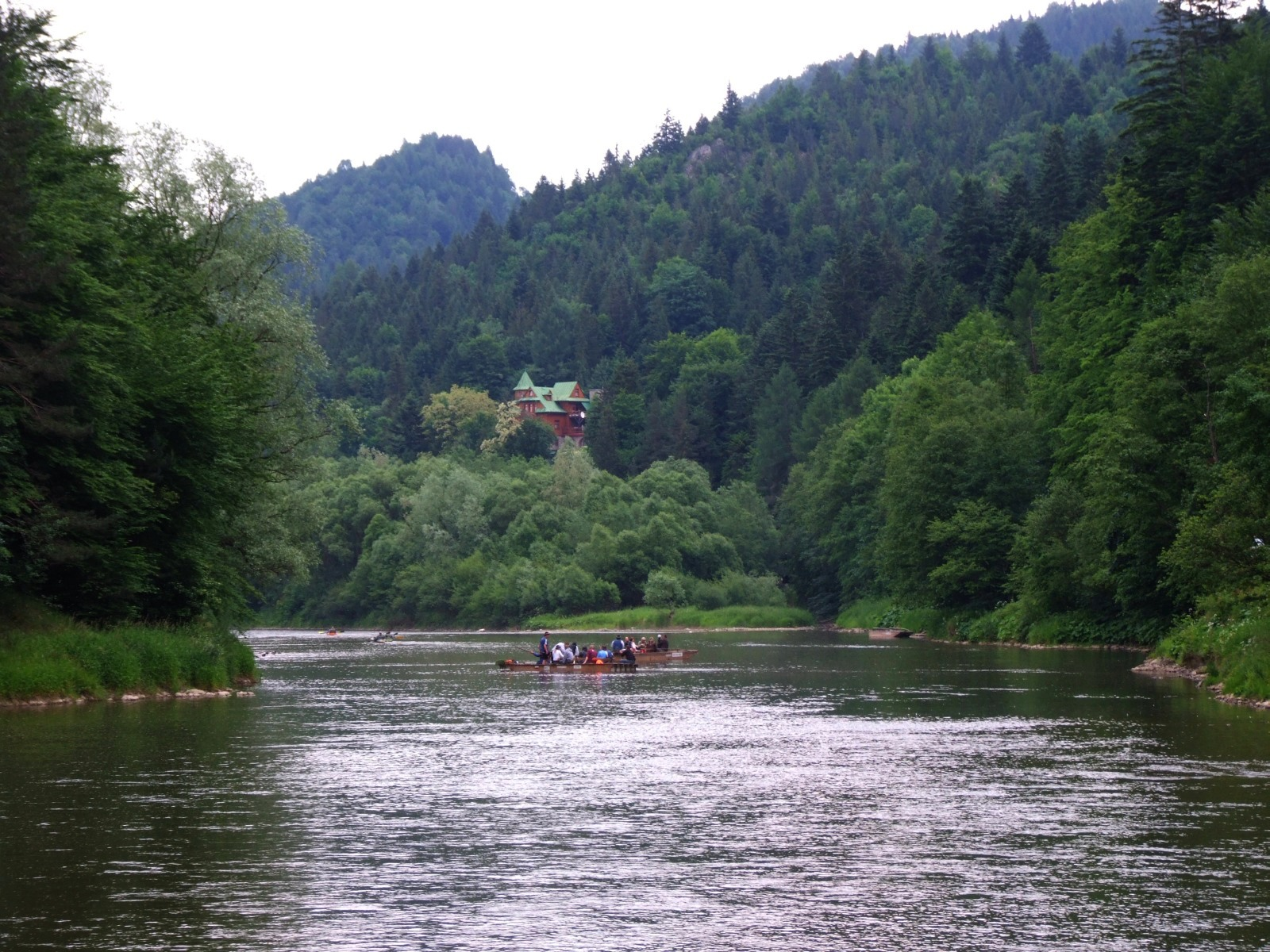
Vom Dunajec

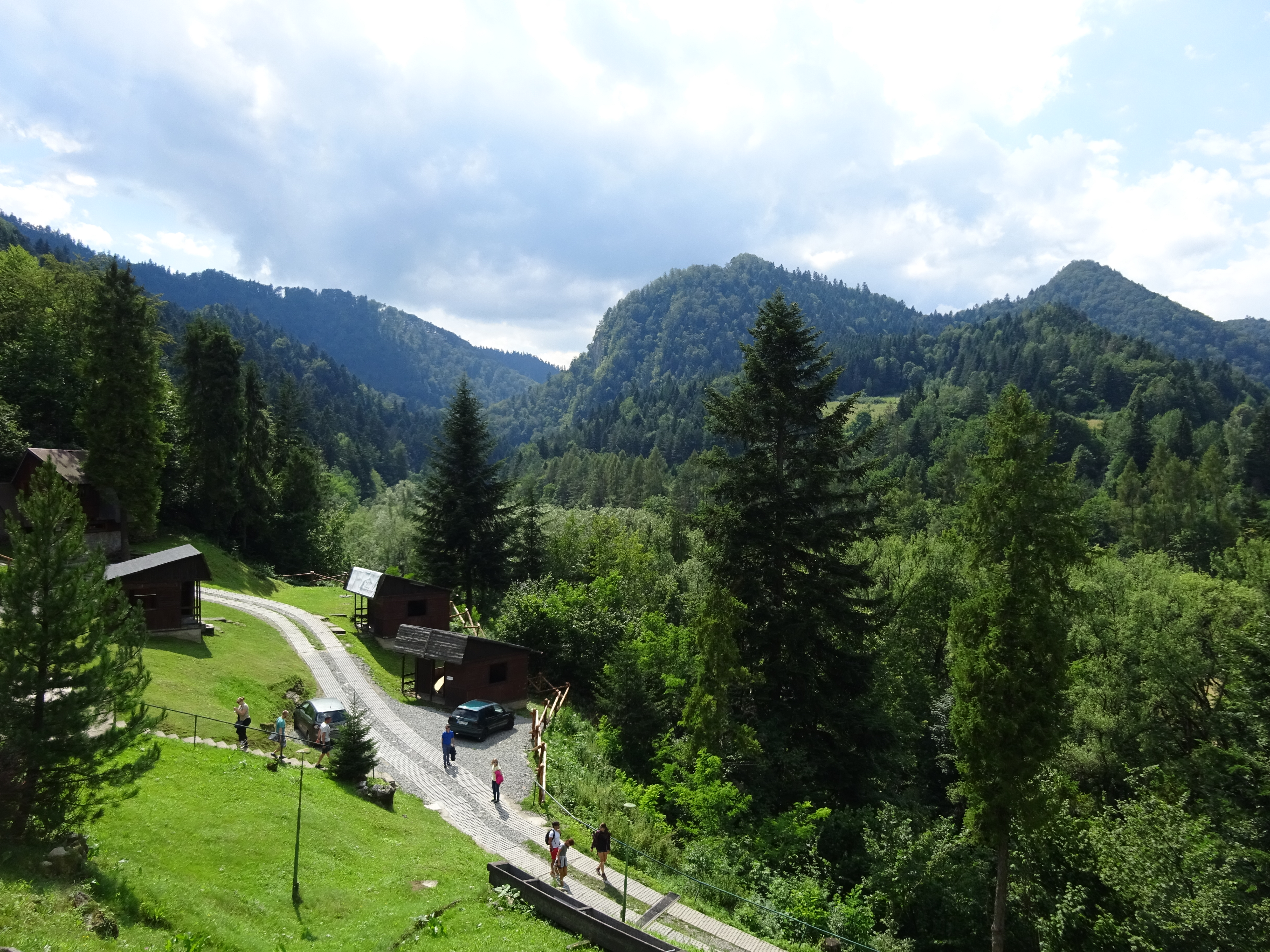
Zufahrt

Die Orlica-Hütte (pl. Schronisko PTTK Orlica) liegt auf einer Höhe von 520 m ü. NN in Polen zwischen den Kleinen Pieninen und den Mittleren Pieninen auf einer Böschung über der Dunajec-Insel Cypel am Pieninenweg. Die Hütte hat 44 Planbetten. Das Gebiet gehört zum Kurort Szczawnica.

## Geschichte
Die Hütte wurde vor 1932 als private Herberge errichtet. Nach dem Zweiten Weltkrieg übernahm die Polskie Towarzystwo Turystyczno-Krajoznawcze (PTTK) die Hütte. Sie wurde mehrfach umgebaut und modernisiert, zum letzten Mal im Jahr 2016. Sie wurde nach Józefa Madei benannt. Im benachbarten Gebäude ist eine Ausstellung der Abteilung Ośrodek Kultury Turystyki Górskiej PTTK w Pieninach des Pieninen Museums untergebracht.

## Zugänge
Die Hütte ist u. a. wie folgt zu erreichen:
- ▬ auf dem rot markierten Pieninenweg von Szczawnica und Červený Kláštor
- ▬ auf dem blau markierten Kammweg von den Mittleren Pieninen in die Kleinen Pieninen.

Die Hütte ist auch mit dem Auto erreichbar. Die Zufahrt ist jedoch nur für Anlieger frei. Unweit der Hütte gibt es die Fährverbindung Nowy Przewóz auf die andere Seite des Dunajec.

## Übergänge
- ▬ blau markierter Kammweg über den Hauptkamm der Pieninen
- ▬ rot markierter Pieninenweg entlang des Dunajec durch den Dunajec-Durchbruch

### Gipfelbesteigungen
Gipfel in der näheren Umgebung der Hütte sind in den Kleinen Pieninen:
- Wysokie Skałki (1050 m)
- Smerekowa (1014 m)
- Jaworzyna  (1001 m)
- Wierchliczka (964 m)
- Watrisko (960 m)
- Borsuczyny (939 m)
- Dubraszka (934 m)
- Wysoki Wierch (899 m)
- Rabsztyn (847 m)
- Cyrhle (774 m)
- Łaźne Skały (773 m)
- Szafranówka (742 m)
- Witkula (736 m)
- Załazie (731 m)
- Szafranówka (742 m)
- Palenica (722 m)
- Bystrzyk (704 m)
- Biała Skała (665 m)

Gipfel in der näheren Umgebung der Hütte sind in den Mittleren Pieninen:
- Trzy Korony (982 m)
- Nowa Góra (902 m)
- Macelak (857 m)
- Ostry Wierch (851 m)
- Cyrlowa Skała (816 m)
- Czoło (815 m)
- Flaki (810 m)
- Macelowa Góra (800 m)
- Zamkowa Góra (799 m)
- Łysina (792 m)
- Czerteż (774 m)
- Czertezik (772 m)
- Kozia Góra (771 m)
- Wdżar (767 m)
- Białe Skały (749 m)
- Sokolica (747 m)
- Podskalnia Góra (743 m)
- Ociemny Wierch (740 m)
- Wysoki Dział (731 m)
- Bajków Groń (716 m)
- Ula (713 m)
- Rabsztyn (691 m)
- Majerz (689 m)
- Upszar (678 m)
- Piekiełko (678 m)
- Facimiech (668 m)
- Stronia (663 m)
- Pulsztyn (613 m)
- Sołtysia Skała (582 m)
- Klejowa Góra (579 m)
- Przechodni Wierch (552 m)